# Bainbridge Colby
Bainbridge Colby (St. Louis (Missouri), 22 december 1869 – Bemus Point (New York), 11 april 1950) was een Amerikaanse politicus en jurist. Hij was de 43e minister van Buitenlandse Zaken onder president Woodrow Wilson. 

## Levensloop
Colby studeerde aan het Williams College, en daaropvolgend aan de Colombia Law School en de New York Law School. Hij werd toegelaten tot de Balie van de staat New York en werd in 1902 gekozen in de Wetgevende Vergadering van die staat namens de Republikeinse Partij.
In 1912 was Colby een van de oprichters van de nieuw opgerichte Progressieve Partij onder leiding van voormalige president Theodore Roosevelt. Hij stelde zich in 1914 kandidaat voor de Senaat, maar verloor van de Republikein James Wadsworth. Twee jaar later stelde hij zich wederom kandidaat, maar verloor nu van de Wadworths partijgenoot William Calder. In 1917 nam Colby als speciaal assistent van de minister van Justitie deel aan een conferentie van de geallieerden in Parijs.

### Minister van Buitenlandse Zaken
Nadat president Woodrow Wilson in februari 1920 zijn minister van Buitenlandse Zaken Robert Lansing vanwege ongehoorzaamheid had ontslagen, benoemde hij Colby op die post. Er was veel kritiek op die keuze, omdat Colby nauwelijks diplomatieke ervaring had. Als minister van Buitenlandse Zaken verzorgde Colby de officiële proclamatie met betrekking tot de opname in de Amerikaanse grondwet van het negentiende amendement dat over vrouwenkiesrecht ging. In december 1920 maakte Colby een reis door Zuid-Amerika. Hij was voorstander van het Amerikaanse lidmaatschap van de Volkenbond en maakte zich daar hard voor, ook nadat president Wilson wegens een beroerte niet goed meer functioneerde. Amerika bleef echter afzijdig omdat een meerderheid in het Congres tegen was. Verder zette Colby een precedent door de nieuw ontstane Sovjet-Unie niet te erkennen. Dit gebeurde pas in 1933.
Colby trad terug als minister aan het einde van Wilsons presidentschap. De rest van zijn leven werkte hij als advocaat, waarvan een deel van de tijd met Wilson samen. Zijn bekendste klant was de schrijver Mark Twain (in de periode voor zijn ministerschap). Ten tijde van zijn overlijden was Colby het laatste nog levende lid van Wilsons kabinet.

## Persoonlijk leven
Colby was tweemaal  getrouwd. Met zijn eerste vrouw Nathalie Sedgwick, die tevens romans schreef, trouwde hij in 1895. Het stel kreeg drie kinderen. Hij scheidde van haar in 1928 en betaalde haar maandelijks vijftienhonderd dollar als zij zou stoppen hem belachelijk te maken in haar publicaties. Een jaar later trouwde hij met Anne Ahlstrand Ely.
- Gemeinsame Normdatei: 1224514114
- International Standard Name Identifier: 0000 0000 2921 7343
- Library of Congress Control Number: n89103706
- Nationale Bibliotheek van Letland: 000261554
- National Archives and Records Administration: 10571594
- Nationale Bibliotheek van Israël: 987007279523105171
- Nederlandse Thesaurus van Auteursnamen: 185267718
- SNAC: w6nz8hmp
- Virtual International Authority File: 53276874
- WorldCat: E39PBJr3r7r8w6FHmCHkp8khpP

Jefferson ·
Randolph ·
Pickering ·
Marshall ·
Madison ·
Smith ·
Monroe ·
Adams ·
Clay ·
Van Buren ·
Livingston ·
McLane ·
Forsyth ·
Webster ·
Upshur ·
Calhoun ·
Buchanan ·
Clayton ·
Webster ·
Everett ·
Marcy ·
Cass ·
Black ·
Seward ·
Washburne ·
Fish ·
Evarts ·
Blaine ·
Frelinghuysen ·
Bayard ·
Blaine ·
Foster ·
Gresham ·
Olney ·
Sherman ·
Day ·
Hay ·
Root ·
Bacon ·
Knox ·
Bryan ·
Lansing ·
Colby ·
Hughes ·
Kellogg ·
Stimson ·
Hull ·
Stettinius ·
Byrnes ·
Marshall ·
Acheson ·
Dulles ·
Herter ·
Rusk ·
Rogers ·
Kissinger ·
Vance ·
Muskie ·
Haig ·
Shultz ·
Baker ·
Eagleburger ·
Christopher ·
Albright ·
Powell ·
Rice ·
Clinton ·
Kerry ·
Tillerson ·
Pompeo ·
Blinken